# 10077 Raykoenig
A 10077 Raykoenig (ideiglenes jelöléssel (10077) 1989 UL1) a Naprendszer kisbolygóövében található aszteroida. Ueda Szeidzsi és Kaneda Hirosi fedezték fel 1989. október 26-án.

## Kapcsolódó szócikk
- Kisbolygók listája (10001–10500)